# 孙滨
孙滨（1929年—2022年7月14日），辽宁省新宾满族自治县人，话剧表演艺术家，中国国家一级演员、国务院特殊津贴专家。代表作有话剧《义胆忠魂》《来的都是客》等。

## 生平
孙滨1950年就已经开始担任话剧演员，先后出演过越王勾践、陈毅、钱光荣、赵尔丰等一百多个话剧角色。
2022年7月14日在四川成都逝世。

## 奖项
曾获得文华表演奖、中国话剧金狮奖、中国第四届戏剧节优秀表演奖。